# Крук (Колорадо)
Крук (англ. Crook) — місто (англ. town) в США, в окрузі Логан штату Колорадо. Населення — 133 особи (2020).

## Географія
Крук розташований за координатами 40°51′32″ пн. ш. 102°48′5″ зх. д. / 40.85889° пн. ш. 102.80139° зх. д. (40.858752, -102.801392).  За даними Бюро перепису населення США в 2010 році місто мало площу 0,35 км², уся площа — суходіл.

## Демографія
Згідно з переписом 2010 року, у місті мешкало 110 осіб у 57 домогосподарствах у складі 32 родин. Густота населення становила 318 осіб/км².  Було 76 помешкань (219/км²).
Расовий склад населення:
| - 95,5 % — білих - 3,6 % — осіб інших рас |

До двох чи більше рас належало 0,9 %. Частка іспаномовних становила 9,1 % від усіх жителів.
За віковим діапазоном населення розподілялося таким чином: 11,8 % — особи молодші 18 років, 58,2 % — особи у віці 18—64 років, 30,0 % — особи у віці 65 років та старші. Медіана віку мешканця становила 52,3 року. На 100 осіб жіночої статі у місті припадало 124,5 чоловіків;  на 100 жінок у віці від 18 років та старших — 115,6 чоловіків також старших 18 років.
Середній дохід на одне домашнє господарство  становив 47 316 доларів США (медіана — 38 125), а середній дохід на одну сім'ю — 55 600 доларів (медіана — 60 625). За межею бідності перебувало 14,5 % осіб, у тому числі 0,0 % дітей у віці до 18 років та 14,3 % осіб у віці 65 років та старших.
Цивільне працевлаштоване населення становило 60 осіб. Основні галузі зайнятості: публічна адміністрація — 16,7 %, мистецтво, розваги та відпочинок — 13,3 %, транспорт — 10,0 %, науковці, спеціалісти, менеджери — 10,0 %.